# Comunità montana di Valle Trompia
La Comunità montana di Valle Trompia è un ente sovracomunale composto da 18 comuni in Provincia di Brescia situati in Valle Trompia. La sua sede è a Gardone Val Trompia.
La Comunità montana di Valle Trompia promuove l'integrazione nel campo delle politiche ambientali, economiche, culturali, agricole e forestali.

## Giunta esecutiva
| Membro            | Membro  | Carica |
| ----------------- | ------- | --- |
| Massimo Ottelli   | Sarezzo | Presidente con delega ad Affari generali, Bilancio, Piano Socio Economico, Personale e quanto non espressamente delegato agli assessori.        |
| Mirella Zanini    | Collio  | Vicepresidente con delega all'Area Sviluppo Strutturale ed Urbano, Lavori Pubblici e Territorio, Distretto Produttivo, Distretto del Commercio. |
| Mauro Bertelli    | Irma    | Assessore all'Area Attività di Sviluppo Agricolo, Forestale ed Ambientale, Protezione Civile e Servizio di Vigilanza Ecologica G.E.V.           |
| Antonella Montini | Brione  | Assessore al Turismo, Associazioni e Terzo Settore, Sport, Tempo Libero, Politiche Giovanili.                                                   |
| Virna Vischioni   | Nave    | Assessore all'Area Cultura, Istruzione, Pari Opportunità, Sportello VivaDonna.                                                                  |
|                   |         | Fonte: |

## Assemblea
L'assemblea è composta da 18 consiglieri, rappresentanti del proprio comune.
| Consigliere                  | Comune | Comune              |
| ---------------------------- | ------ | ------------------- |
| Josehf Facchini Sindaco      |        | Lumezzane           |
| Agostino Damiolini Sindaco   |        | Concesio            |
| Valentina Pedrali Sindaco    |        | Sarezzo             |
| Giuliano Brunori Sindaco     |        | Gardone Val Trompia |
| Gianmaria Giraudini Delegato |        | Villa Carcina       |
| Matteo Franzoni Sindaco      |        | Nave                |
| Sara Ghidoni Sindaco         |        | Bovezzo             |
| Diego Bertussi Sindaco       |        | Marcheno            |
| Aristide Peli Sindaco        |        | Polaveno            |
| Cesare Sambrici Sindaco      |        | Caino               |
| Manolo Rossini Sindaco       |        | Bovegno             |
| Mirella Zanini Sindaco       |        | Collio              |
| Bruno Bettinsoli Sindaco     |        | Lodrino             |
| Marco Richiedei Sindaco      |        | Pezzaze             |
| Gerardo Ferri Sindaco        |        | Tavernole sul Mella |
| Antonella Montini Sindaco    |        | Brione              |
| Ilario Medaglia Sindaco      |        | Marmentino          |
| Mauro Bertelli Sindaco       |        | Irma                |